# نصر الله الحائري
السيد أبو الفتح عز الدين نصر الله الفائزي الموسوي الحائري (1696 - 1746)، والمعروف أيضًا بـ نصر الله الحائري، كان عالما ومعلما وشاعرا ومؤلفا ومؤرخا شيعيا عراقيا بارزًا.
كان نصر الله شاعرا ورجل دين مؤثرا للغاية، وقد وُصف بأنه من أعظم علماء عصره، وكثيراً ما وُصف بأنه شخصية متفتحة ومتسامحة؛ «مقبول من قبل المخالف والمؤالف». ووصفه الزعيم الوطني العراقي الشهير محمد رضا الشبيبي بأنه «أحد القادة الأدبيين في القرن الثامن عشر». لعب دوراً هاماً في التقارب المذهبي الإسلامي خلال العهد العثماني.

## نسب
ينتمي نصر الله إلى قبيلة آل فائز النبيلة، التي قطنت مدينة كربلاء منذ عام 861 م وتدعي النسب من النبي محمد عبر ابنته فاطمة، ونسبه كما يلي: 
 نصر الله بن الحسين بن علي بن يونس بن جميل بن علم الدين بن طعمة الثاني بن شرف الدين بن طعمة الأول بن أحمد أبو طراس بن يحيى ضياء الدين بن محمد شرف الدين بن أحمد شمس الدين بن محمد أبو الفائز بن أبو الحسن علي بن احمد جلال الدين بن محمد بن أبو جعفر محمد بن أبو جعفر نجم الدين الاسود بن أبو جعفر محمد بن علي الغريق بن محمد الخير بن أحمد أبو الطيب بن محمد الحائري بن إبراهيم المجاب بن محمد العابد بن موسى الكاظم بن جعفر الصادق بن محمد الباقر بن علي السجاد بن الحسين الشهيد بن علي ابن أبي طالب . 

## السيرة الذاتية

### النشأة
ولد نصر الله في كربلاء عام 1696. كان والده السيد حسين الفائزي، وكانت والدته ابنة ابن عم والده، السيد منصور الفائزي. إنه ينتمي إلى سلالة طويلة من حكام ونقباء كربلاء وسدنة وخدمة الروضتين الحسينية والعباسية.
انتقل إلى مدينة النجف ليتلقى الدراسة الدينية في ظل بعض أبرز العلماء عصره، وحقق مستوى الاجتهاد في عام 1713. حصل على اجازات من السيد نور الدين بن نعمة الله الجزائري، والشيخ محمد باقر النيسابوري، والمولى البغمجي، والسيد محمد بن علي العاملي المكي، أبو الحسن العاملي الفتوني، الشيخ علي بن جعفر البحراني، الأمير الخاتون الآبادي، المولى محمد صالح الهروي، والشيخ ميرزا إبراهيم الأصفهاني الخوزاني وغيرهم.
ثم عاد نصر الله إلى كربلاء ليدرس في الروضة الحسينية. قام بتدريس العديد من علماء الدين، امثال السيد عبد الله بن نور الدين الجزائري، سيد محمد بن أمير الحاج، الشيخ علي بن أحمد العاملي، الشيخ أحمد بن حسن النحوي والسيد حسين بن مير رشيد الرضوي النجفي (الجامع لديوان نصر الله).
كان كثير الاعتكاف في الروضة العباسية، ويقضي وقته في العبادة وتدريس احاديث اهل البيت.
في عام 1718، ذهب إلى الحج مع والده السيد حسين وكتب عن حجته في كتابه «الرحلة المكية».
في 1730 سافر إلى قم وبقي هناك لفترة من الوقت. أثناء وجوده في مدينة قم، جذب انتباه العديد من العلماء المقيمين، وبدأ في تدريس كتاب الإستبصار حيث اجتمع عدد الكثير من الطلبة في حلقته لحسن منطقه. ثم عاد إلى العراق في عام 1740.

### مؤلفاته
قام نصر الله بتأليف الكتب والنثر والشعر. ومن مؤلفاته:
- أداب تلاوة القرآن
- ديوان نصر الله الحائري [38]
- الرحلة المكية [39]
- تحريم التتن [40][41]
- الروضات الزاهرة في المعجزات بعد الوفاة
- سلاسل الذهب المربوطة بقناديل العصمة الشامخة الرتب
- النفحة القدسية في مدح خير البرية
- نفحة النشوة من روضة القهوة [42]

### مكتبته
كان لدى نصر الله مكتبة خاصة في الروضة الحسينية  ، احتوت على آلاف الكتب. كان قد اشترى ألف كتاب خلال رحلته إلى أصفهان وحدها  ، ومن المهم ان نلتفت لصعوبة الحصول على أي كتاب آنذاك بسبب عدم وجود المطابع وكانت عملية الاستنساخ تتم يدويا مما يجعل الكتاب يرتفع ثمنه. هذا الكم الهائل من الكتب احتاج إلى جهد كبير في نقله من اصفهان إلى كربلاء آنذاك لصعوبة التنقل.
يروي السيد عبد الله بن السيد نور الدين بن السيد نعمة الله الجزائري في كتابه الإجازة الكبيرة : «ورأيت عنده من الكتب الغريبة مالم أره عند غيره. من جملتها تمام مجلدات (بحار الأنوار).. ثم ان هذه الكتب النفيسة بقيت مخزونة عند ورثة السيد نصر الله.» 

## أدب

### الشعر
لقد تميز نصر الله في شعره، وكتب عن مختلف الامور، بما في ذلك المدح والرثاء على النبي واهل بيته، التعازي، التحيات، الصداقة، الغزل، الطبيعة، الإغواءات، الهدايا، الاعتذارات، الهجاء، الزهد والنقد السياسي. يقال أنه اقتفى في شعره أثر الشاعر العراقي صفي الدين الحلي.
وقد تم تجميع شعر نصر الله من قبل تلميذه الرضوي، في ديوان، ونشر لأول مرة في عام 1954 من قبل الشيخ عباس الكرماني، مع مقدمة كتبها المرجع الشيعي الكبير الشيخ محمد حسين كاشف الغطاء.
غالبًا ما يتم كتابة أبيات شعرية لنصر الله في الروضة الحسينية.

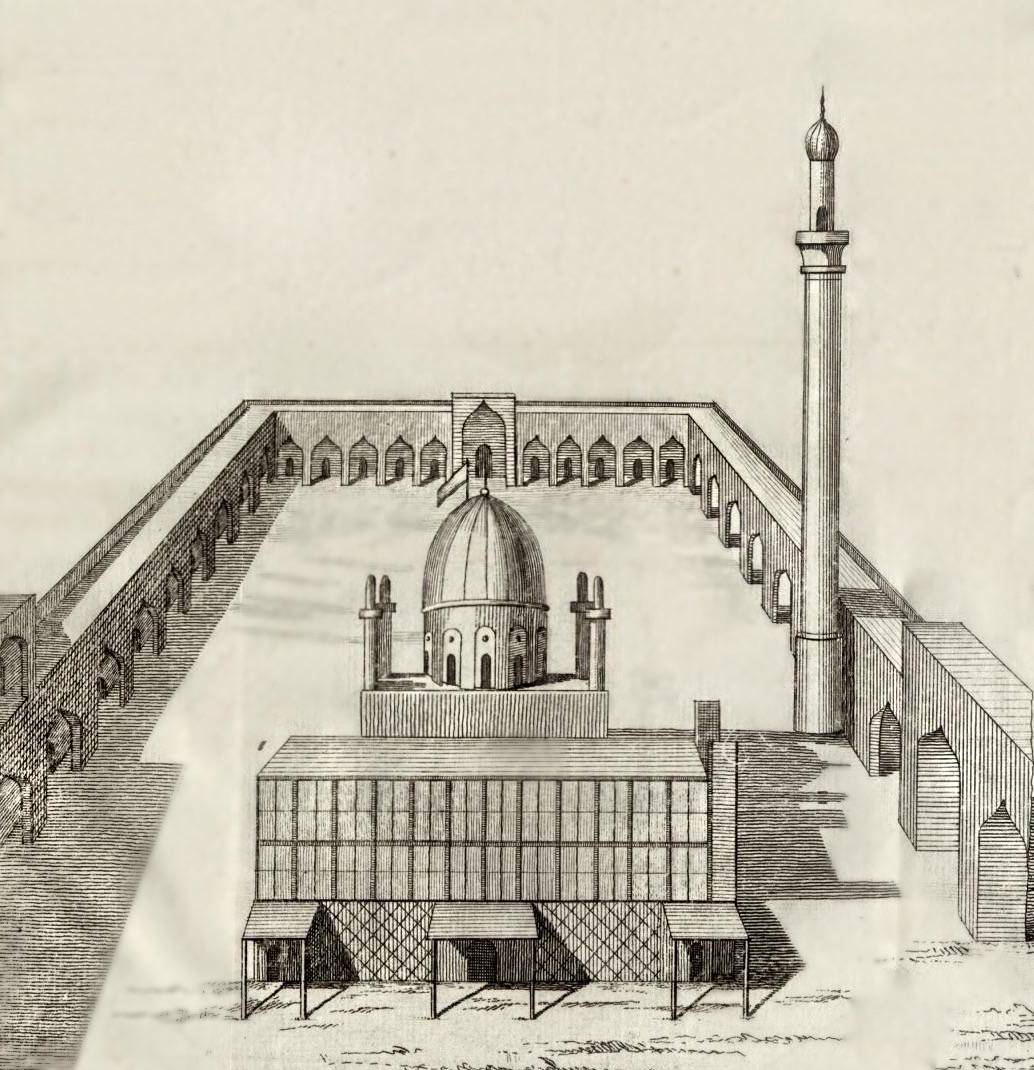
رسمة للروضة الحسينية عام 1765

في 1742، وضع فانوس كبير داخل الرواق المقدس وكتب عليه بيتان لنصر الله: 
ألا إنّما فانوسُ شَمْعِك سَيّدي
أَرانا مِنَ الأَحْزَانِ في القَلبِ نيرانا
وما طاف حول الشمع إلا ليفتدي

لِشَمْعِكَ يا خيرَ البرية
على الباب الأوسط الجنوبي المؤدي إلى الضريح، كتب بيتان له من المجزوء الخفيف:
زائِري سِبْط أَحْمَد
مَنْبَع الرُشْدِ والهُدى
أسْبِلوا دَمْعَكُم دَمَاً

وَادْخُلُوا الْبَابَ سُجَّدا
على الباب الجنوبي الغربي المؤدي إلى ضريح حبيب ابن مظاهر، كتب بيتان له من مجزوء الرمل:
أَيُّها الزّوارُ نُلْتُمْ
ههُنا أَقصَى المَرامْ
هَذِهِ جَنَّاتُ عَدْنٍ

فادْخُلُوهَا بِسَلَامْ
على الباب الجنوبي الشرقي المؤدي إلى الضريح، كان لديه بنيتان محفوران:
هَذِهِ بَاب لِجَنَّات النَعِيمْ
سَقْفُهَا رِضْوَان رَبِّ الْعَالَمِينْ
حَيْثُ قَدْ شَرَّفَهَا الله بِمَن

جَدِّهِ مَخْدُوم جِبْرَائيلَ الْأَمِينْ
في احدا أبرز قصائده عن التشوق إلى مدينة كربلاء، يقول:
أَقدامُ مَنْ زارَ مَغناكِ الشَّريفَ غَدَتْ

تُفاخِرُ الرَّأسَ مِنْهُ، طابَ مَثواك‌ِ
يصف نصر الله كيف تفخر القدمان على الرأس - خلافًا للعرف حيث الرأس يحضوا باحترام أكبر من القدمين  - لأنها أول من يلمس أرض كربلاء جسديًا عند دخولك المدينة.

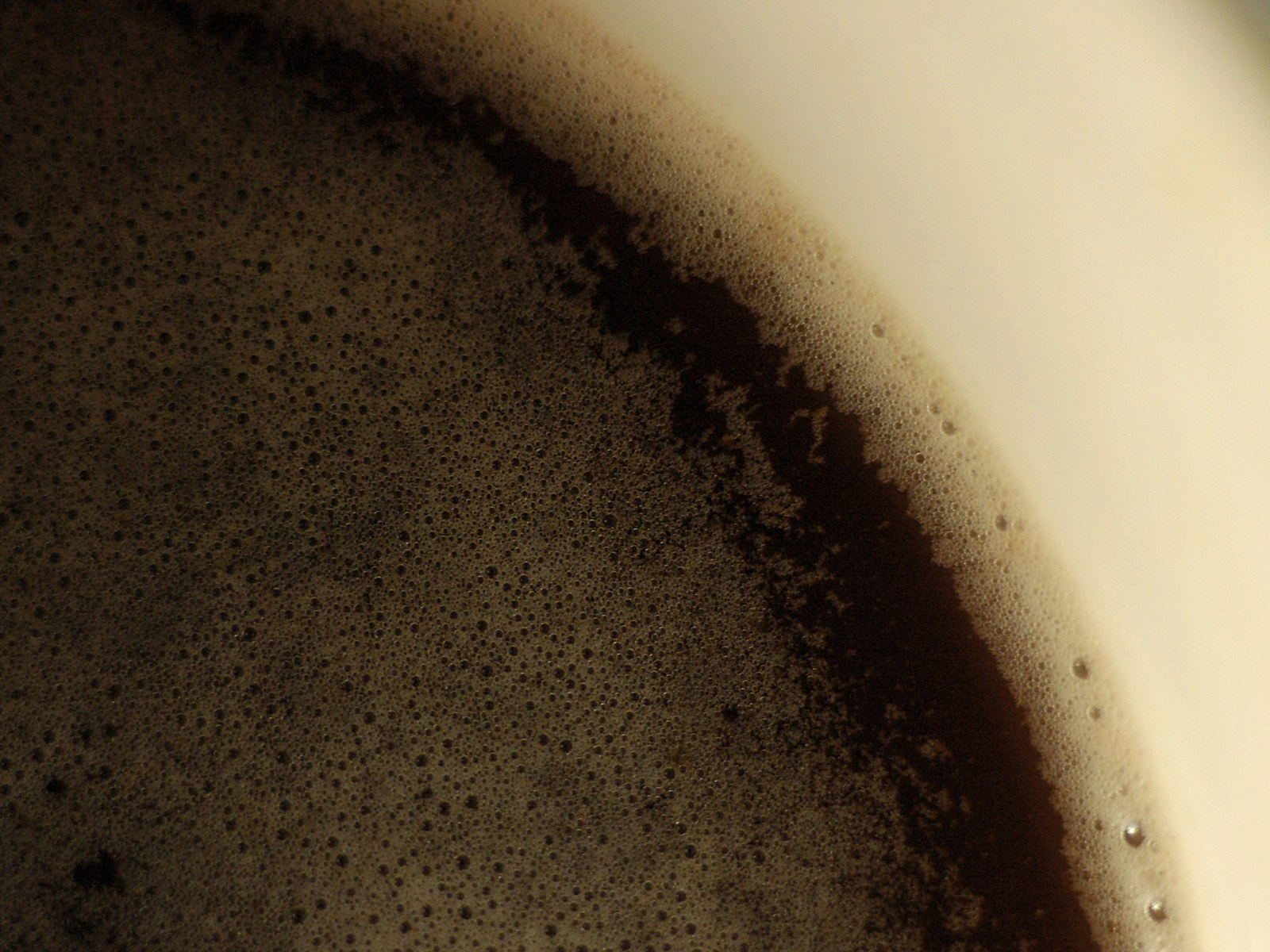
القهوة السوداء في كوب أبيض.

عندما زار الباحث الدمشقي، الشيخ مصطفى البكري الصديقي كربلاء في عام 1726، التقى بنصر الله، الذي قدم له بعض أعماله، بما في ذلك كتابه عن القهوة، والفرق بين القهوة السوداء والقهوة البيضاء. هذا يدل على أنه قبل ثلاثة قرون، كانت القهوة تُستهلك بطريقتين مختلفتين في العراق، إما القهوة السوداء المحمصة في درجات حرارة عالية لفترة طويلة، أو القهوة البيضاء، المحمصة لفترة قصيرة في درجات حرارة منخفضة، وبالتالي ستحصل على مشروب خفيف مقارنة بالقهوة السوداء. بعض ما كتبه نصر الله عن القهوة في شعره:
وَافُوا بِفِنْجَانٍ نَقِيٍ أَبْيَض
كَالبَدْرِ فِيهِ مِنْ الجَمَالِ صُنُوف
فَأسْوَدٌ لَما صُبَّت السَوْدَا بِهِ

فَكَأنٌّهُ بَدْرٍ عَلَاهُ كُسُوف

### المقامات
قام نصر الله بتأليف المقامة الزرعية  .
هذه المقامة هي قصيدة للزراعة ومنتجاتها، وخاصة الخبز، وهو أمر نادر الحدوث في الأدب العربي. الأدب العربي، بشكل عام، كان حضري بالكامل - عندما لا يطارد الحنين البدوي - وكانت حياة المزارعين والورثة في الريف مهملة تقريبًا خلال الألفية الأدبية العربية الكلاسيكية. تحتوي المقامة على عناصر من النقد الاجتماعي، والتي تهدف إلى لفت الانتباه إلى النظام الزراعي المهمَل في العراق في القرن الثامن عشر، إلا أنه يأتي في شكل عريضة لعوب للراعي، ووجهة النظر الريفية موجودة لجعل المستمعين / يضحك القراء، فضلاً عن إيقاظهم نسبيًا على الحزن الاجتماعي في الريف.
توسع مقام نصر الله من منظور المقامة من خلال محيطها الريفي. كان للنباتات دورها في العديد من المقامات السابقة، لكنها بقيت دائمًا على ثقافة حضرية راقية. فمثلا نباتات السيوطي هي الزهور المزروعة في حديقة رائعة، وليست النباتات الزراعية البسيطة ومنتجاتها. بدلاً من النباتات العطرية الفاخرة، ينقل نصر الله النباتات الطبيعية الصالحة للأكل إلى المقدمة، مما يجعلها وصفًا أكثر ارتباطًا بالزراعة.

### التأريخ الشعري
كان نصر الله يسجل تاريخ الأحداث في شعره، اعتامدا على القيمة العددية لكل حرف.
بعض ما أرخه:
- عندما وضع حسين أغا متوليا على قصبة كربلاء في عام 1709، كتب نصر الله:

بِمِصْرِنا وُلِيّ العُتُلُّ
ذَاكَ الذِي بِالشِقَا تَمَسَّكْ
وسَاءنَا حُكْمَهُ فَأرِخْ
(فِرْعَوْن الطَّفِ قَدْ تَمَّلَكْ
| بِمِصْرِنا وُلِيّ العُتُلُّ ذَاكَ الذِي بِالشِقَا تَمَسَّكْ وسَاءنَا حُكْمَهُ فَأرِخْ (فِرْعَوْن الطَّفِ قَدْ تَمَّلَكْ) | In our Egypt, the cruel rules, the one who upholds misery. His rule has brought dismay, so record: (The Pharoah has possessed al-Taff) |

شطر البيت بين القوسين يحتوي على قيمة عددية تبلغ 1120 (السنة الهجرية لعام 1709).
- عندما وضع أحمد السياف متوليا على قصبة كربلاء في عام 1717، كتب نصر الله:

أحْمَدْ السَيَّـاف مُذ ولـّي فِي
كَربلا أضْحَى بِهِ الظُلْمُ مُمَزّقْ
فَأتَـى تَـارِيخَـُه (رَبِـــــــحَ بِــــــــهِ
أحْمَدْ السَيَّاف جُنْدٌ الجَورِ فَرَّقْ
| أحْمَدْ السَيَّـاف مُذ ولـّي فِي كَربلا أضْحَى بِهِ الظُلْمُ مُمَزّقْ فَأتَـى تَـارِيخَـُه (رَبِـــــــحَ بِــــــــهِ أحْمَدْ السَيَّاف جُنْدٌ الجَورِ فَرَّقْ) | Since Ahmed al-Sayaf took charge, darkness was abolished in Karbala. So history recorded: (Triumphant is he who is with - Ahmed al-Sayaf - breaker of the soldiers of tyranny) |

شطر البيت بين القوسين يحتوي على قيمة عددية تبلغ 1129 (السنة الهجرية لعام 1717).
- حينما تم تذهيب قبة مرقد الإمام على من قبل نادر شاه في 1742، كتب نصر الله قصيدة طويلة التي تبدأ بـ:

| إِذَا ضَــامَـكَ الدَهْــرُ يَـوْمَـاً وَجَارَا فَـلُـذْ بِـحِـمَـى أَمْـنَـعْ الـخَـلْـقِ جـَارَا | If your world ever turns against you, turn to the sanctuary of the protector. |

إِذَا ضَــامَـكَ الدَهْــرُ يَـوْمَـاً وَجَارَا
فَـلُـذْ بِـحِـمَـى أَمْـنَـعْ الـخَـلْـقِ جـَارَا
وتنتهي بـ:
هِــــيَ النَـــارُ، نَــارْ الـكَـلِـيم الَــتِي
عَــلَيْـهَـا الـــهُــدَى قَدْ تَبَدَّى جِـهَـارَا
تُــبـْـدِى سَـنَـاهَـا عِــيَـانَـاً فَــأَرّخـــــ
ـــتُ (آنِسْتُ مِنْ جَانِبْ الطُورِ نَارَا)
| هِــــيَ النَـــارُ، نَــارْ الـكَـلِـيم الَــتِي عَــلَيْـهَـا الـــهُــدَى قَدْ تَبَدَّى جِـهَـارَا تُــبـْـدِى سَـنَـاهَـا عِــيَـانَـاً فَــأَرّخـــــ ـــتُ (آنِسْتُ مِنْ جَانِبْ الطُورِ نَارَا) | She is the fire, of the one to whom Allah spoke, upon which guidance became clearly visible. It emits light to the gazing eye, so I record- ed (I saw from the side of the Mount a fire) |

شطر البيت بين القوسين يحتوي على قيمة عددية تبلغ 1155 (السنة الهجرية لعام 1742).
- عينا أنشأها بعض أشراف مكة من بني الحسن في الحسينية عام 1718، كتب نصر الله:

| عَــيْـنُ الحَـــيَـــاةِ بَــــدَا عَــلَـى أَرْجَــائــهَــا خِــضْـر الــنَــبَــاتْ يُـمِـيـسُ كَالمُـتَـبَخْتَرْ لَمْ يَــبْــقِ فِي تَـــأرِيخِـــهَـــا (بَـــــرٌ) فَقُلْ (بَحْرَ الـــنَـــدَى أَجْـــرَى مِـيَـاهْ الـكَــوْثَرْ)) | The spring of life came to its banks, the green of the plants began prancing. No (land) was left in its record, so say: (This sea of generosity sprouted waters of Kowthar) |

عَــيْـنُ الحَـــيَـــاةِ بَــــدَا عَــلَـى أَرْجَــائــهَــا
خِــضْـر الــنَــبَــاتْ يُـمِـيـسُ كَالمُـتَـبَخْتَرْ
لَمْ يَــبْــقِ فِي تَـــأرِيخِـــهَـــا (بَـــــرٌ) فَقُلْ
(بَحْرَ الـــنَـــدَى أَجْـــرَى مِـيَـاهْ الـكَــوْثَرْ)
يختلف هذا البيت قليلاً عن الابيات الأخرى. فهنا تخريج خاص. تبلغ الشريحة الأولى أي كلمة (بر) على قيمة عددية تبلغ 202، بينما تبلغ الشريحة الثانية أي شطر (بحر الندى...) علة قيمة 1130، والقيمة الإجمالية تبلغ 1332. ومع ذلك، باستخدام التخريج في القصيدة، يتم حذف الشريحة الأولى من الثانية، مما يجعل القيمة 1130 (السنة الهجرية لعام 1718).

## التقارب المذهبي وإغتياله
في عهد السلطان العثماني، محمود الأول  ، لم يكن هناك أي إشارة أو نية للاعتراف بالمذهب الشيعي. وكان الملك الفارسي نادر شاه محتاجا لسياسة تقريبية. فكان من الصعب عليه الحفاظ على سلطته على جيشه المختلط دينياً حين كان منهن من يحسبه كافرا. لذا فقد كان بحاجة إلى إلغاء هذه الفكرة وإعلان أن المذهب الشيعي خامس المذاهب السنية الأربعة. أطلق عليه اسم المذهب الجعفري، وهو مصطلح مشتق من اسم جعفر الصادق الذي يعتبره الاثني عشرية إمامهم السادس.
أثناء تواجد نادر شاه في العراق خلال الحرب العثمانية الفارسية، تم إعلامه أن نصر الله كان أحد كبار العلماء في العراق، ولذا فقد سعى إليه لقيادة الحملة التقريبية بين المذهبين. كان نصر الله مؤمنًا راسخًا ومؤيدًا للسلام بين الطائفتين، وسعى بكل سرور وراء القضية في جميع أنحاء البلاد. ومع ذلك، بدأ في النهاية أن يفهم أن جهود نادر شاه كانت لتحقيق مكاسب سياسية وبالكاد كانت لمعتقدات دينية، وتطورت عنده التحفظات.

### مؤتمر النجف لعام 1743
في ديسمبر 1743، قام نادر شاه بمبادرة للجمع بين الطائفتين من خلال عقد مؤتمر لمدة ثلاثة أيام (بدأ يوم الأربعاء 11 ديسمبر)، لكل من العلماء السنة والشيعة في ضريح الإمام علي في النجف. كان هذا لقاء شهد السنة والشيعة يجتمعون للمرة الأولى في التاريخ. كان هناك سبعون عالمًا من إيران، وسبعة من أفغانستان وسبعة من دول ما وراء النهر. كما أرسل حاكم بغداد، أحمد باشا القاضي عبد الله السويدي، للإشراف على بروتوكول المؤتمر وكتابته، بناءً على طلب نادر شاه.
صوّر المؤتمر بوضوح دافع نادر شاه الخفي  ، لأنه نبع من الحاجة إلى استرضاء العداء للشيعة الذي يعكسه السُنّة، لأن موضع التساؤل كان فقط لشرعية الشيعة، وليس للسنة. وشملت المناقشات الخلفاء الاوائل الثلاثة، وشرعية حكمهم، ومسألة أصحاب النبي بشكل عام، وزواج المتعة.
كان علماء السنة يشعرون بالغبطة ورأوا المؤتمر بمثابة انتصار لهم. ومع ذلك، والشيعة العكس، لذا فقد رأوا لفشل المؤتمر من خلال مثال استثنائي لفن التحفظ العقلي. في اليوم الثالث والأخير من المؤتمر، طُلب من نصر الله عقد صلاة الجمعة والخطبة في مسجد الكوفة. اعتقد نادر شاه أنه إذا تمت قراءة أسماء الخلفاء الأربعة بالترتيب السني المناسب من قبل إمام شيعي، فإنه سيوفر ختمًا علنيًا للموافقة على الاتفاقية.
لذلك قرر نصر الله في خطبته، استخدام مهاراته الأدبية الاستثنائية عند نطق الترضية، أي رضي الله عنه، بعد أسماء أبي بكر وعمر، كما يفعل المسلمون السنة عادة عند ذكر أسماء الصحابة. وفعل ذالك نصر الله، ولكنه ارتكب «خطأ» ونطق اسم عمر مع انهاء كسرة فتحول معنى الصيغة إلى رضي الله عن أي شخص اسمه عمر. وبالإضافة إلى ذلك، منع صرف عمر إنما كان للعدل والمعرفة فصرفه، والتي لم يفهمها الا المستمع من ذوي الخبرة النحوية المتقدمة، أي السويدي. كما أجرى الصلاة بالطريقة الشيعية.
وبهذه الطريقة، تمكن نصر الله من التنفيس عن المشاعر الحقيقية لدى الشيعة الحضور، واستعادة كرامتهم، دون إغضاب نادر شاه، الذي كان غافلاً عن التفاصيل النحوية.
على الرغم من ما بدا أنه نتيجة إيجابية للاجتماع  ، فقد مثل المؤتمر مثالًا تعليميًا مبكرًا للعلاقة المعقدة بين السياسة والدين، خاصة فيما يتعلق بالتقارب المذهبي.

### اغتياله
في السنة التي تلت مؤتمر النجف، أرسل نادر شاه نصر الله ممثلاً للشيعة إلى مكة، مع خطاب إلى شريف مكة مسعود بن سعيد [بحاجة لمصدر] لتأكيد الاعتراف الذي اعتزم الوصول إليه مع المؤتمر، وإنشاء «الركن الخامس» في الكعبة لأجل الجعفرية أن يصلوا فيه. كان الشريف مترددًا، لكنه قبل بسبب بلاغة نصر الله وسلوكه، حيث سمح له بعقد الصلاة في الركن الشمالي الغربي (الركن الشامي) وإلقاء خطبته. عند عودته، أمره نادر شاه بالذهاب إلى محمود الأول في القسطنطينية (إسطنبول) لاستلام الفرمان الذي يؤكد هذا الشيء.
استقبل السلطان نصر الله إلى حد كبير، وقضى بعض الوقت في القسطنطينية. ولكن لم يمض وقت طويل حتى بان بأن مستشاروا السلطان كانوا غير راضين عن تطورات الاعتراف ، لذا نشروا شائعات بأن نادر شاه قد قُتل لتسبب الفوضى والتأخير. نتيجة لذلك ، بدأ نصر الله يشعر أنه في خطر. وآجلا ، تم إعداد مؤامرة لاغتيال نصر الله لتخريب الصفقة بالكامل ، ووفقًا لتقدير حرس السلطان ، سمموا نصر الله. عند اكتشاف السلطان لعملية الاغتيال ، تعقب الجناة وأعدمهم. كما أقام جنازة لنصر الله ، وقيل إنه دفنه بالقرب من والده خان في إسطنبول. هناك روايات أخرى تدعي أن محمود الأول كان وراء الاغتيال ، ولم يكن لديه نية أو مصلحة في تزويد الشيعة بالاعتراف الذي ارادوه من الإمبراطورية العثمانية.
بعد اغتيال نصر الله ، لم تبذل أي جهود لمتابعة السياسة التقريبية، وانهار كليا بعد اغتيال نادر شاه في عام 1747.

## نسله
أخذ نسل نصر الله اسمه كاسم عائلي ، وتفرعوا من آل فائز. فإنهم مجموعة نبيلة من سدنة وخدمة للروضتين الحسينية والعباسية وأكاديميين ورجال الأعمال. لا يزالون هم الأسرة العلوية الوحيدة التي لديها مقبرتان في الروضة الحسينية ، أحدهما بالقرب من الكشوانية القديمة الثامنة ، والآخرى بالقرب من العاشرة. الكثير منهم ما زالوا يعيشون في العراق حتى يومنا هذا. لكن خلال العهد البعثي، فر الكثير منهم إلى بلدان أخرى مثل إيران وسوريا والمملكة المتحدة وكندا والولايات المتحدة الأمريكية ، وذلك بسبب مشاعر الحزب المعادية للشيعة.
بعض الشخصيات البارزة:
- جواد كاظم نصر الله (توفي عام 1808) - شغل سادن الروضة الحسينية بعد الغزو الوهابي على كربلاء عام 1802 حتى وفاته في عام 1808.[96] وبمساعدة ابن السيد محمد مهدي الشهرستاني (المتوفي عام 1801)، قام بدمج الجامع (الذي كان مقر المفتي السني في كربلاء) مع الصحن الكبير ، مما أجبر متولي قصبة كربلاء ، أمين أغا ترك [97] ، على نقل المفتي إلى الصحن الصغير المعروف بمقبرة البويهية.[98] وفي عام 1804، أشرف على توسعة الضريح، مضيفًا قبر إبراهيم المجاب والرواق إلى الجانب الشمالي الغربي من الضريح.[99]
- علي الطويل جواد نصر الله - شغل سادن الروضة الحسينية بعد والده جواد ، بموجب مرسوم ملكي أصدره سليمان باشا، من 1808 حتى تم استبداله بأوامر من فتح علي قاجار في عام 1810.[100] أخذ نسله لقبه - الطويل - كاسم عائلي ، ويعرفون باسم الطويل أو الطويل آل نصر الله.
- أحمد نصر الله نصر الله - شغل سادن الروضة العباسية في عام 1867.[101]
- باقر صالح نصر الله (توفي عام 1886) - كان مبلغ ديني ولعب دورًا كبيرًا في تشيع أهالي تلعفر إلى مذهب أهل البيت. وكان معروفًا أنه يتمتع بمستوى كبير من القوة البدنية ، فقد روى عن السيد إبراهيم الأصفهاني في كشكول السيد محمد الهندي النجفي، أن «السيد باقر كان من قوّته أن يقف على شفير البئر على رجل واحدة ويقول إدفعوني إلى البئر فلا يقدرون على دفعه».[102] يتردد صدى هذه القصة مع القوة التي يظهرها عادة أسلافه من بني هاشم، وعلى وجه التحديد محمد بن الحنفية، الذي كان من قوته إذا جلس متربعاً على الأرض لا يتمكن عشرون رجل من زحزحته [103]
- حمود سلطان نصر الله (توفي عام 1901) - رئيس تجار كربلاء في العهد العثماني ، قبل تأسيس غرفة التجارة.[104]
- الدكتور مرتضى ناصر نصر الله (1922-1996) - دكتور في القانون ، وعمل أستاذاً في كلية إدارة الأعمال في جامعة بغداد.[105] كان مؤلفًا مرموقا، وكتب بعضا من الكتب الرائدة في قانون الشركات.[106]
- هاشم حسن نصر الله (1923-1997) - شغل منصب رئيس غرفة تجارة كربلاء لمدة خمس دورات انتخابية من 1960 إلى 1969.[107] أشرف على مجلة الاقتصاد التي أصدرت أول مجلة لها في 15 يوليو 1960.[108] أسس مكتبة الغرفة في عام 1963.[109]
- عبد الصاحب ناصر نصر الله (مواليد 1953) - شغل سادن الروضة الحسينية من 1991 إلى 2003. وهو مؤلف وله العديد من المنشورات ، معظمها عن تاريخ كربلاء.
- الدكتور هاشم محمد الطويل - دكتور في تاريخ الفن ، وأستاذ جامعي ورئيس قسم دراسات تاريخ الفن في كلية هنري فورد في مدينة ديربورن في ولاية ميتشيغن. كان أيضًا عضوًا في المجلس الاستشاري في برنامج الدراسات الثقافية العربية في كلية هنري فورد منذ عام 2011، وعضو مجلس الإدارة في منتدى الفنون الآسيوية والإسلامية التابع لمعهد ديترويت للفنون منذ عام 2006.[110]
- محمد حسين محمد علي نصر الله (مواليد 1951) - عمل قاضياً من 1979 إلى 2003. وترأس شؤون الروضة الحسينية بعد الغزو الأمريكي للعراق، حتى تم تعيين أمين عام من قبل المرجع السيستاني في عام 2003 كجزء من الانتقالة الدستورية لإدارة العتبات المقدسة إلى الوقف الشيعي.[111] تم تعيينه نائبا لرئيس محكمة استئناف بابل في عام 2003، وبعد ذلك أصبح رئيسا لمحكمة استئناف واسط في عام 2004. في عام 2005، أنشأ محكمة الاستئناف في كربلاء وأصبح رئيسها. في عام 2007، أصبح رئيسًا لمحكمة الاستئناف في المثنى.[112] وكان أيضًا عضوًا في هيئة الإشراف القضائي في مجلس القضاء الأعلى الذي يشرف على محاكم بابل وواسط والنجف والديوانية حتى تقاعده في عام 2014.[113] تم ترشيحه لوزير العدل في عام 2016 كجزء من محاولة مقتدى الصدر لتشكيل حكومة تكنوقراطية في العراق.[114][115][116] وهو ممثل قانوني لشركة بلزبري العالمية في العراق. حاليًا هو عميد عشيرة آل نصر الله ، وهو شغل هذا المنصب منذ عام 2017.
- عارف محمد نصر الله (مواليد 1958) - ناشط اجتماعي [117] ، ورئيس جمعية الولاء والفداء والفتح وفي عام 2008 كان أول شخص يأخذ قافلة دينية إلى سامراء بعد تفجيرات عامي 2006 و2007 ، ومن ثم وجه دعوة إلى مراجع العراق والحكومة العراقية لاتخاذ إجراءات لتأمين وإعادة بناء مرقد الإمامين العسكريين.[118][119] وهو أيضًا مدير مكتب العلاقات العامة لالمرجع شيرازي في العراق.[120]

## روابط خارجية
مجموعة شعرلـ نصرالله الحائري في موقع بوابة الشعراء.
ديوان نصرالله الحائري (PDF) للناشر الشيخ عباس الكرماني.